# Államok vezetőinek listája 252-ben
Ezen az oldalon az i. sz. 252-ben fennálló államok vezetőinek névsora olvasható földrészek, majd országok szerinti bontásban. 

## Európa
- Boszporoszi Királyság
  - Király: V. Rhészkuporisz (240–276)

- Római Birodalom
  - Császár: Trebonianus Gallus (251–253) 
    - Consul: Trebonianus Gallus császár
    - Consul: Volusianus társcsászár

## Ázsia
- Armenia
  - Király: II. Tiridatész (216–252)
  - Szászánida helytartó: Hurmuz (252–270)

- Ibériai Királyság
  - Király: II. Mithridatész (249–269)

- India
  - Anuradhapura
    - Király: I. Szangha Tissza (248-252)
    - Király: I. Sziri Szangha Bódhi (252-254)

  - Vákátaka
    - Király: Vindhjasaktí (248–284)

- Japán
  - Császárnő: Dzsingú (200–269)

- Kína
  - Vej
    - Császár: Cao Fang (239–254)

  - Su Han
    - Császár: Liu San (223–263)

  - Vu
    - Császár: Szun Csüan (229–252)
    - Császár: Szun Liang (252–258)

- Korea
  - Pekcse
    - Király: Koi (234–286)

  - Kogurjo
    - Király: Csungcshon (248–270)

  - Silla
    - Király: Cshomhe (247–261)

  - Kumgvan Kaja
    - Király: Kodung (199–259)

- Szászánida Birodalom
  -     - Nagykirály: I. Sápur (240/242–270)

## Afrika
- Római Birodalom
  - Aegyptus provincia
    - Praefectus: Faltonius Restitutianus (250–252)
    - Praefectus: Lisennius Proculus (252–253)

- Kusita Királyság
  - Kusita uralkodók listája

## Fordítás
- Ez a szócikk részben vagy egészben  a   Liste der Staatsoberhäupter 252 című német Wikipédia-szócikk ezen változatának fordításán alapul.  Az eredeti cikk szerkesztőit annak laptörténete sorolja fel. Ez a jelzés csupán a megfogalmazás eredetét és a szerzői jogokat jelzi, nem szolgál a cikkben szereplő információk forrásmegjelöléseként.